# The dream harbour
The dream harbour  is het derde studioalbum van de Britse muziekgroep Willowglass. Andrew Marshall, enig lid van de band, schakelde voor dit album twee gastmusici in om meer variatie in het muziekinstrumentarium en geluid te krijgen. Het album is in wezen een internetalbum, want de drie heren namen hun deel in hun eigen geluidsstudio’s op, verspreid over de wereld. De muziek bestaat uit instrumentale progressieve rock. 
De muziek van Wiilowglass wordt bij dit album vergeleken met de eerste albums van Steve Hackett. De biding met Hackett werd benadrukt, doordat de hoesontwerper van The dream harbour Lee Gaskins, Hackett ooit heeft geschilderd.

## Musici
- Andrew Marshall – gitaar, toetsinstrumenten waaronder hammondorgel en mellotron en basgitaar (opnamen in Holmfirth)
- Hans Jörg Schmitz – slagwerk, percussie (opnamen in Andernach)
- Steve Unruh – viool, dwarsfluit, gitaar (opnamen in Rhode Island)

## Muziek
| Nr. | Titel                     | Duur  |
| --- | ------------------------- | ----- |
| 1.  | A house of cards (part 1) | 20:41 |
| 2.  | A short intermission      | 1:34  |
| 3.  | A house of cards (part 2) | 9:07  |
| 4.  | Interlude 2               | 2:06  |
| 5.  | The dream harbour         | 7:16  |
| 6.  | Helleborine               | 2:14  |
| 7.  | A face of Eurydice        | 7:35  |